# Dylan Kennett
Dylan Kennett (Christchurch, Canterbury, 8 de desembre de 1994) és un ciclista de Nova Zelanda, que s'ha especialitzat en el ciclisme en pista.

## Palmarès en pista
- 2012
  -  Campió d'Oceania en Scratch
- 2013
  - 1r als Sis dies de Fiorenzuola d'Arda (amb Shane Archbold)
  -  Campió d'Oceania en Persecució per equips (amb Pieter Bulling, Aaron Gate i Marc Ryan)
- 2014
  -  Campió de Nova Zelanda en Persecució
- 2015
  -  Campió del món en Persecució per equips (amb Alex Frame, Pieter Bulling, Regan Gough i Marc Ryan)
- 2016
  -  Campió d'Oceania en Persecució

### Palmarès en ruta
- 2018
  - Vencedor de 2 etapes a la Volta al llac Taihu
- 2019
  - 1r a la Volta al llac Taihu i vencedor d'una etapa